# 阿夸代爾 (北卡羅萊納州)
阿夸代爾（英語：Aquadale）是位於美國北卡羅萊納州斯坦利縣的普查規定居民點。

## 人口
根據2020年美國人口普查的數據，阿夸代爾的面積為8.43平方千米，皆為陸地。當地共有人口348人，而人口密度為每平方千米41.28人。